# Franz Paul von Blumendorf
Franz Paul Zigeuner von Blumendorf – austriacki dyplomata.
W latach 1790 (październik) – 1792 (maj) był austriackim Chargé d’affaires, wcześniej był sekretarzem ambasady, przejął obowiązki quasi-ambasadora gdy z Paryża wyjechał ambasador Austrii Florimont-Claude Mercy-Argenteau.  W grudniu 1791 szwedzki kolega Erik Bergstedt został przez niego ostrzeżony, że cesarz Leopold II Habsburg nie zamierza interweniować we Francji. 20 kwietnia 1792 von Blumendorf wręczył Francuzom deklaracje wypowiedzenia wojny.